# Scipiolus validus
Scipiolus validus är en havsspindelart som beskrevs av Stock, J.H. 1957. Scipiolus validus ingår i släktet Scipiolus och familjen Ammotheidae. Inga underarter finns listade i Catalogue of Life.